# Урфийская самооборона
Урфийская самооборона (арм. Ուրֆայի հերոսամարտ) — 24-дневная героическая оборона армянами города Урфы (Эдесса, Шанлыурфа) от турецких регулярных частей, длившаяся с 29 сентября до 23 октября 1915 года.

## Предыстория
Армянские погромы в Урфе были зафиксированы ещё в конце XIX века (см. Гамидовская резня), когда в 1895 году в городском кафедральном соборе Рождества Христова заживо сожгли 1200 армян.
В начале Первой мировой войны в Урфе проживало около 35 тысяч армян. В середине лета 1915 года в Урфу прибыли представители партии «Единение и прогресс» Ахмед-бей и Халил-бей, которые намеревались депортировать армян из города. Власти требовали чтобы армяне сдали всё оружие, которое было у них. 19 августа не без помощи властей турецкая толпа учинила погром армянского населения города Урфы. Когда началась массовая резня, часть западноармянского населения прибегла к самообороне и попыталась где это было возможно защитить свою жизнь и честь. После этих событий в числе прочих армянских населённых пунктов армянское население города Урфа также решает прибегнуть к самообороне.

Точно не установленное количество армянских женщин и девушек, насильственно помещенных в мусульманские дома, количество принудительно обращенных в ислам армян трудно определить. Чтобы избежать своей страшной судьбы, армяне восстали в Шабин-Кара-хисаре (июнь/июль 1915 г.) и Урфе (октябрь 1915 г.).

## Подготовка к самообороне
Вследствие погромов был создан военный комитет, сформированы боевые отряды из добровольцев. Также были созданы центры продовольствия, медицинской помощи и мастерская по изготовлению и ремонту оружия.

## Начало самообороны
29 сентября 1915 года турки в первый раз пробуют нападать на армянскую часть города, но, встретив отважное сопротивление, отступают. Этот день признаётся днём начала героической урфийской самообороны. Ещё несколько дней турки пытались прорвать самооборону армян, но каждый раз их атаки отражались защитниками города. Неудачные атаки турок вынудило правительство отправить в Урфу регулярные войска (12 тыс. солдат, артиллерийские орудия). Войсками 12-го армейского корпуса командовал Фахри-паша, который позже благодаря своим действиям был охарактеризован как «головорез, прославившийся кровавой „очисткой“ Зейтуна и Урфы от армян».
Продолжая своё наступление, турки окружили армянский квартал Урфы и начали вести по нему обстрел из артиллерийского орудия, нанося существенный урон армянам. Практически все армянские дома были уничтожены. Среди обороняющихся были также женщины, девушки и подростки.

## Конец самообороны
Инициатива постепенно переходила в сторону турок. Во-первых сказывалось численное превосходство противника, во-вторых армянам не хватало оружия, боеприпасов и продовольствия. Когда оборонявшиеся поняли, что обречены, они решили сражаться до конца, начали уничтожать всё своё имущество и дома, чтобы ничего не досталось врагу. 23 октября турки ворвались в армянский квартал Урфы. Те кто остались в живых, были жестоко убиты, это были в основном старики, женщины и дети. Большинство защитников города погибли героической смертью в бою, а те кто выжил, не желая попасть в плен к туркам, кончили жизнь самоубийством.
Среди малого числа выживших оказался вызволенный из курдского рабства пятилетний Элия Каведжян, который потерял в резне пять братьев и родителей. Позже Элия Каведжян стал известным в Иерусалиме и во всём Израиле фотографом и коллекционером старинных фотографий, чьё дело сейчас продолжают его потомки.
В ходе урфийской самообороны турки понесли также значительные потери, насчитывающие около 2000 убитыми.

## Память
Героизм защитников Урфы был высоко оценен современниками. Норвежский учёный и гуманист Ф. Нансен отметил, что армяне Урфы погибли после ожесточенной борьбы против во много раз превосходящего численностью врага:

В Урфе армяне погибли после героической, но безнадежной борьбы. Народ, сражающийся во имя справедливости, в которую он верит, с такой отвагой, как сражались тысячи армянских добровольцев на фронтах Кавказа и Сирии, с полным основанием может отвергать все обвинения в трусости.

В Аштаракском районе Армении выходцами из Урфы создан посёлок Нор Эдесса, в котором воздвигнут памятник в честь жертв Урфийской самообороны.